# There Must Be an Angel (Playing with My Heart)
«There Must Be an Angel (Playing with My Heart)» — песня британского музыкального дуэта Eurythmics, написанная Энни Леннокс и Дэвидом Стюартом для пятого студийного альбома Be Yourself Tonight (1985). Была выпущена как второй сингл с этого альбома. В записи композиции принял участие Стиви Уандер, сыгравший на гармонике. Песня имела огромный успех, в особенности в Великобритании, Ирландии, Норвегии и Бразилии, где сингл поднялся до вершины музыкальных чартов, став первым и единственным синглом Eurythmics добившимся подобного успеха. Песня попала в десятку лучших в хит-парадах таких стран, как Швеция, Бельгия, Нидерланды, Германия, Франция, Австрия и Австралия. В Billboard Hot 100 сингл поднялся до 22 места. Кавер-версии этой песни записали такие группы и исполнители, как Бриттани Мёрфи, Fantastic Plastic Machine, Leningrad Cowboys, Лучано Паваротти, Кайли Миноуг, No Angels и певица русского происхождения Орига, исполнившая её на русском языке .
Снятое для песни музыкальное видео стало одним из целого ряда новаторских и оригинальных видеоклипов Eurythmics. В клипе Стюарт исполняет роль «короля-солнца» Людовика XIV, а Леннокс появляется в роли придворной певицы, пытающейся развеселить монарха. Сперва Леннокс не вдохновляет Стюарта, но к концу клипа он приходит в восторг от устроенного ей представления.

## Список композиций
7" сингл
- A: «There Must Be an Angel (Playing with My Heart)» (single edit)
- B: «Grown up Girls»

12" синглы
- A: «There Must Be an Angel (Playing with My Heart)» (album version)
- B: «Grown up Girls»

Limited 12" ремикс сингл
- A: «There Must Be an Angel (Playing with My Heart)» (special dance mix)
- B: «Grown up Girls»

## Позиции в чартах
| Чарт (1985)                                             | Наивысшая позиция |
| ------------------------------------------------------- | ----------------- |
| Austrian Singles Chart                                  | 9                 |
| Belgian Singles Chart                                   | 7                 |
| Canadian Adult Contemporary Chart                       | 21                |
| Canadian Singles Chart                                  | 23                |
| Dutch Singles Chart                                     | 3                 |
| French Singles Chart                                    | 8                 |
| German Singles Chart                                    | 4                 |
| Irish Singles Chart                                     | 1                 |
| Italian Singles Chart                                   | 41                |
| Japanese Singles Chart                                  | 7                 |
| New Zealand Singles Chart                               | 5                 |
| Norwegian Singles Chart                                 | 1                 |
| Polish Singles Chart                                    | 1                 |
| South African Singles Chart                             | 6                 |
| Swedish Singles Chart                                   | 2                 |
| UK Singles Chart                                        | 1                 |
| U.S. Billboard Hot 100                                  | 22                |
| U.S. Billboard Dance/Club Play Songs Chart              | 31                |
| U.S. Billboard Hot Dance Music/Maxi-Singles Sales Chart | 36                |